# مطثية باركرية
مطثية باركرية (الاسم العلمي: Clostridium barkeri) هي نوع من البكتيريا يتبع جنس المطثية من الفصيلة المطثاوية.